# Fernando Casás Estarque

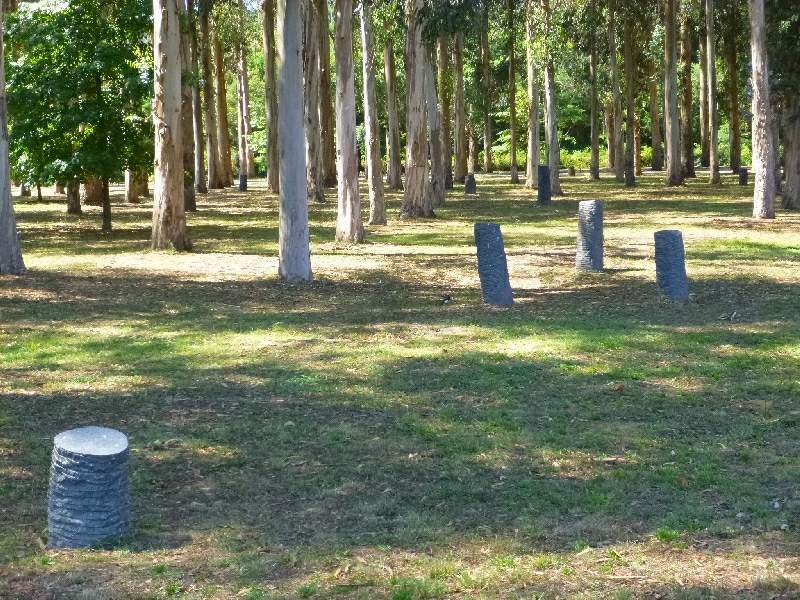
Lamed Vav / Os 36 xustos (1999) en Pontevedra.

Fernando Estarque Casás, más conocido como Fernando Casás es un artista plástico español nacido en Gondomar (Pontevedra) en 1946.
Ha pasado gran parte de su vida en Brasil, donde ha desarrollado desde los años sesenta una obra innovadora y de corte conceptual, totalmente volcada hacia la naturaleza y el paso del tiempo sobre los materiales. Está considerado como uno de los precursores de los movimientos de Arte y Naturaleza, que engloba el Land Art, Earth Works, Eco Art, etc. 
Es profesor de Escultura en la Facultad de Bellas Artes del Campus de Pontevedra y en la Escola Superior Artística do Porto, Portugal.
Entre sus exposiciones destacan:
- Individual "Túneis de Cupim", Centro Cultural dos Correios, 2009, Río de Janeiro;
- "Intervención Azul en Tifariti", 2008, dentro de los Encuentros Internacionales de Arte Artifariti en el territorio saharaui, Desierto del Sahara;
- Individual retrospectiva dentro de la serie "Grandes Artistas Gallegos", 2006, Caixanova, Vigo;
- "Naturalmente Artificial", 2006, Museo Esteban Vicente de Arte Contemporáneo, Segovia;
- "Arqueología del no-lugar", 2004, Círculo de Bellas Artes, Madrid;
- 21.ª Bienal Internacional de Säo Paulo, "Dimensäo Possível, 1991, Museu de Arte Moderna de Säo Paulo; y
- "Manuscripten van de Amazon Rivier", 1994, Europees Keramisch Werkcentrum, Holanda.